# Markel Robles
Markel Robles Zugadi (Lequeitio, Vizcaya, 12 de junio de 1979) es un futbolista español.

## Trayectoria
- Aurrera de Ondarroa (1995 - 1996)
- Lekeitio F.T. (1996 - 2002)
- Eibar B (2002 - 2003)
- Sociedad Deportiva Lemona (2003-2004)
- Real Unión (2004-2006)
- SD Eibar (2006-2009)
- Real Unión (2009-2010)
- SD Lemona (2010-2012)